# Okrug Michalovce
Michalovce je okrug u istočnoj Slovačkoj u  Košickom kraju, u okrugu živi 107 936 stanovnika u 2024. (81,7 % Slovaka, 11,7 % Mađara, 4 % Roma (2001.)), dok je gustoća naseljenosti 105,89 stan/km². Ukupna površina okruga je 1019,22 km². Glavni grad okruga Michalovce je istoimeni grad Michalovce s 35 310 stanovnika.

## Stanovništvo
| Godina:     | 1994.   | 2004.   | 2014.   | 2024.   |
| ----------- | ------- | ------- | ------- | ------- |
| Broj ljudi: | 107 477 | 109 322 | 110 714 | 107 936 |
| Razlika:    |         | +1,71 % | +1,27 % | −2,50 % |

| Godina:     | 2023.   | 2024.   |
| ----------- | ------- | ------- |
| Broj ljudi: | 108 132 | 107 936 |
| Razlika:    |         | −0,18 % |

## Gradovi
- Michalovce
- Strážske
- Veľké Kapušany

## Općine
| - Bajany - Bánovce nad Ondavou - Beša - Bracovce - Budince - Budkovce - Čečehov - Čičarovce - Čierne Pole - Drahňov - Dúbravka - Falkušovce - Hatalov - Hažín - Hnojné - Horovce - Iňačovce - Ižkovce - Jastrabie pri Michalovciach - Jovsa - Kačanov - Kaluža - Kapušianske Kľačany - Klokočov - Krásnovce | - Krišovská Liesková - Kusín - Lastomír - Laškovce - Lesné - Ložín - Lúčky - Malčice - Malé Raškovce - Markovce - Maťovské Vojkovce - Moravany - Nacina Ves - Oborín - Oreské - Palín - Pavlovce nad Uhom - Petrikovce - Petrovce nad Laborcom - Poruba pod Vihorlatom - Pozdišovce - Ptrukša - Pusté Čemerné - Rakovec nad Ondavou - Ruská | - Senné - Slavkovce - Sliepkovce - Staré - Stretava - Stretavka - Suché - Šamudovce - Trhovište - Trnava pri Laborci - Tušice - Tušická Nová Ves - Veľké Raškovce - Veľké Slemence - Vinné - Vojany - Voľa - Vrbnica - Vysoká nad Uhom - Zalužice - Závadka - Zbudza - Zemplínska Široká - Zemplínske Kopčany - Žbince |